# ツォツィ
『ツォツィ』（Tsotsi）は、2005年のイギリス・南アフリカ合作映画。監督はギャヴィン・フッド、原作はアソル・フガードの小説『ツォツィ』（1980年）。ヨハネスブルグの旧黒人居住区ソウェトを舞台にしており、サウンドトラックでもソウェト育ちの人気歌手ゾラ（Zola）を起用し注目を集めた。第78回アカデミー賞の外国語映画賞受賞作品。

## ストーリー
原作での時代設定は1960年代だったが、映画では現代へ移している。アパルトヘイト廃止から10数年経った今もなお残る差別や格差社会に苦しむスラム街のツォツィ（南部ソト語で「チンピラ」を意味するスラング）と呼ばれる主人公。そのツォツィがある出来事を契機に人間性を取り戻していく過程を描く。

## キャスト
※括弧内は日本語吹き替え
- ツォツィ - プレスリー・チュエニヤハエ（伊藤健太郎）
- ミリアム - テリー・ペート（大坂史子）
- アープ - ケネス・ンコースィ（奈良徹）
- ボストン - モツスィ・マッハーノ（小松史法）
- ブッチャー - ゼンゾ・ンゴーベ（佐々木望）

## レイティング

### 日本国内でのレイティング
2007年、日本での配給が決定するも未成年者による殺傷シーンがあるため、映倫の規定によりR-15指定を受けた。
配給会社の日活は2007年4月7日、アムネスティ・インターナショナル日本支部、「ほっとけない　世界のまずしさ」、日本国際ボランティアセンター（JVC）とともに「ティーンエージャー試写会」を東京・汐留で開き、4月10日にはPG-12指定へ変更するよう再審査要求の文書を提出する。それに対し映倫は「指定に納得できない場合は再審査を求めることができるが、日活はいったん指定を受け入れたと理解しており、その対象にならない」との理由から再審査に応じないことを決定し、その決定を4月13日に日活へ伝えた。
映倫は「指定の決定通達書を受け取った後の再審査申請は受理できないというルールがある」とコメントしたが、日活はそのルールについて事前に映倫から説明された経緯もなく、文書化されたルールも確認できないという理由で今後も映倫に対し異議申し立てを続行するよう検討している。しかし現在は、その経緯が不明ながらもDVDの購入およびレンタルは15歳未満でも視聴可能になっている。またBSジャパンでもシネマクラッシュで放送された。

### 各国のレイティング
年齢制限あり：対象年齢以下の鑑賞を全面的に禁止している国。
- 日本：R-15
- イギリス：15
- スイス：14
- スウェーデン：15
- 韓国：15
- シンガポール：NC-16
- ドイツ：12

年齢制限なし：太字は成人保護者の同伴が必須の国。
- アメリカ：R（17+）
- カナダ：14A
- オーストラリア：M（15+）
- スペイン：13
- ポルトガル：M/12
- オランダ：12
- 香港：IIB（18+）
- フィンランド：K-15
- アルゼンチン：13
- アイルランド：15A

詳しくは映画のレイティングシステムを参照。

## 主な受賞
- 2005年 デンバー国際映画祭 - 観客賞 Denver International Film Festival
- 2005年 エディンバラ国際映画祭 - 最優秀作品賞・観客賞
- 2005年 トロント国際映画祭 - 観客賞
- 2005年 アメリカン・フィルム・インスティチュート国際映画祭 - 観客賞
- 2005年 セントルイス国際映画祭 - 観客賞 St. Louis International Film Festival
- 2005年 テッサロニキ国際映画祭 - ギリシャ議会人権価値賞
- 2006年 アカデミー賞外国語映画賞
- 2006年 サンタバーバラ国際映画祭 - 観客賞 Santa Barbara International Film Festival
- 2006年 パンアフリカ映画 - 批評家賞受賞 Pan-African Film Festival

## 文献
- アソル・フガード（翻訳：金原瑞人、中田香）『ツォツィ』青山出版社、2007年3月、ISBN 4899980760